# Kulturzentrum Kreuz

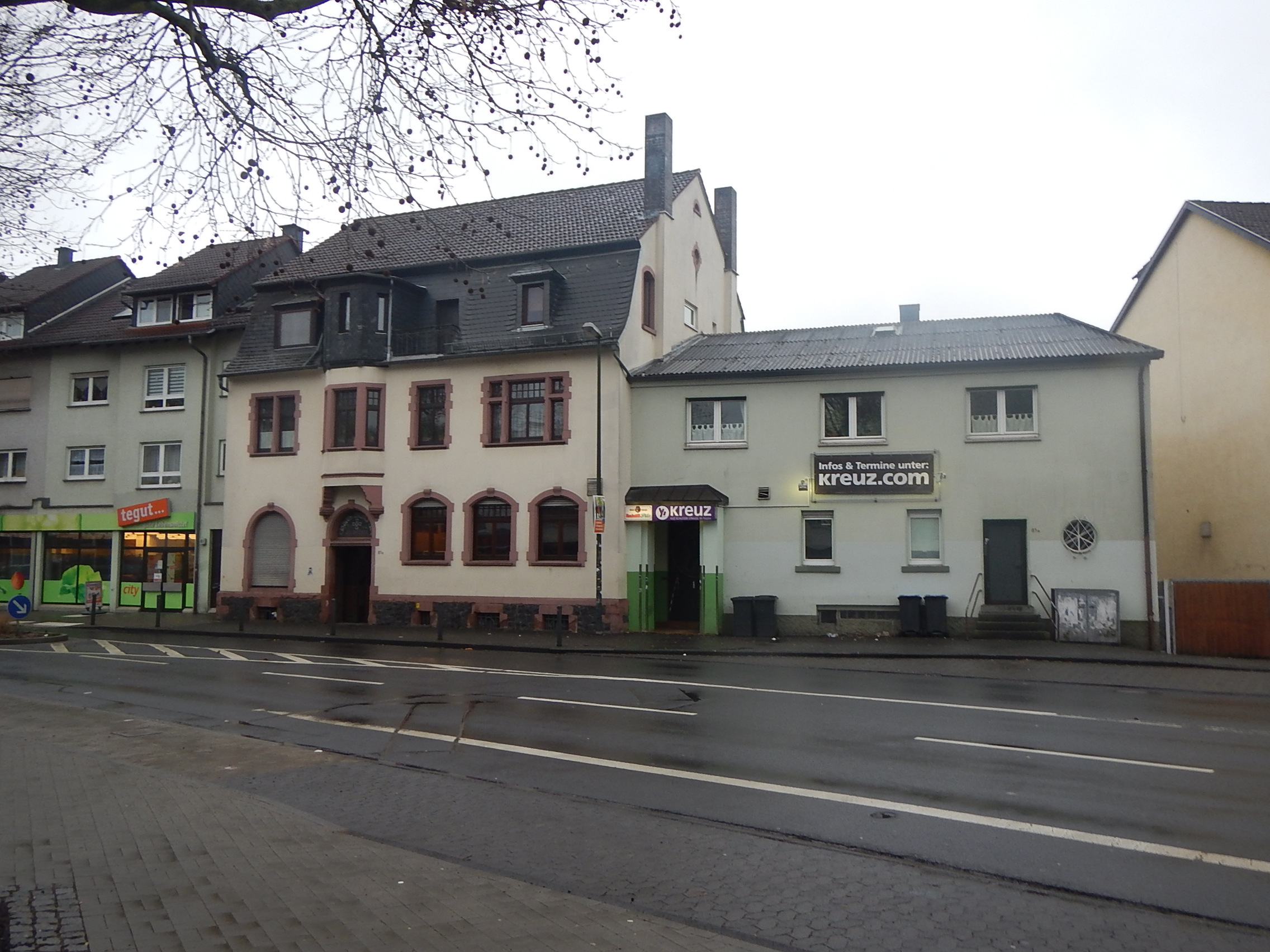
KUZ Kreuz Fulda

Das Kulturzentrum Kreuz, abgekürzt Kreuz oder auch KUZ Kreuz, ist ein Kulturzentrum in Fulda. Es ist ein Treffpunkt des osthessischen Nachtlebens und Ort kultureller Veranstaltungen mit überregionalem Einzugsbereich. Das Zentrum wird vom Kulturzentrum Kreuz e.V. betrieben.

## Geschichte
1973 öffnete in Fulda die heutige Hochschule Fulda (damals noch Fachhochschule). Einige Studenten wollten nach dem Ablegen des Diploms 1977 im Fach Sozialarbeit im Rahmen einer Projektgruppe ein Kinder- und Jugendheim gründen. Da als Vorbedingung für die finanzielle Unterstützung durch den Landeswohlfahrtsverband ein einjähriger Betrieb ohne Förderung notwendig war, beschloss ein Kollektiv ehemaliger Studenten, das Geld durch den Betrieb einer Kneipe zu erwirtschaften. Im Oktober 1977 eröffneten sie im Fuldaer Stadtteil Horas die Kneipe Kreuz. Diese Horaser Traditionsgaststätte – ursprünglicher Name Eisernes Kreuz – stand zu diesem Zeitpunkt seit einigen Jahren leer. Nach einem Jahr verabschiedete man sich von der Idee einer Kinderheimgründung und entwickelte das Lokal weiter, das sich, auch weil andere Treffpunkte für Studenten fehlten, zu einer Szenekneipe entwickelte. 1982 waren einige der Kollektivmitglieder Mitgründer des lokalen Verbandes der Grünen.
Anfang der 1980er Jahre wurde der dazugehörige leerstehende Saal renoviert. Zur Eröffnung im Oktober 1984 trat die Band Fehlfarben auf.
Seit der zweiten Hälfte der 1980er begann man, Lokale in und um Fulda zu pachten oder zu mieten. 1988 mietete man das Nachtcafé in der Fuldaer Innenstadt, 1990 das Rädchen.
Anfang der 1990er stellte sich auch die Frage der handelsrechtlichen Haftung. Die Mitglieder des Kollektivs gründeten daher die Kreuz Kultur- und Gaststätten GmbH. 1995 wurde der Club vibe! eröffnet, der sich auf Acid Jazz und Drum and Bass spezialisierte. Die CaféBar22, gegründet im Oktober 1995, war in Fulda die erste Cafe- und Cocktailbar. Außerdem wurden 1997 im Gebäude des Vonderau Museums das Museumscafe  und  im darunterliegenden Museumskeller  ein Restaurant eröffnet. Aus ihm entwickelte sich später der legendäre Club24. 1999 wurde im Keller des Museums der Kulturkeller der Stadt Fulda eingerichtet, und von der Stadt gepachtet. Ab 2003 ist die Kreuz GmbH Mitveranstalter des Burg-Herzberg-Festivals. 2004 wurde ein Familienbiergarten eröffnet, von 2005 bis 2007 das Gasthaus Zum Löwen betrieben. 2007 feierte das Kreuz dreißigjähriges Bestehen.
Seit Anfang 2016 gehört nur noch das Museumscafe zur Kreuz GmbH. Das KUZ Kreuz in Fulda-Horas, Schlitzer Str. 81, 36039 Fulda und der Kulturkeller im Vonderaumuseum, Jesuitenplatz 2, 36037 Fulda, wird hingegen vom Kulturzentrum Kreuz e.V. betrieben.

## Kulturelle Bedeutung
Das Kreuz versteht sich selbst als Einrichtung, die vielen gängigen Kulturformen einen Platz gibt. Neben Rock-, Punk- und Weltmusikkonzerten finden auch Veranstaltungen von Theater- und Kabarettkünstlern statt. Zielgruppe sind meist jüngere Bürger. Die Kulturarbeit wurde vom Land Hessen und dem Magistrat der Stadt Fulda gefördert. Ab 1992 erhielt der Verein Kulturzentrum Fulda e.V., Träger der Kulturarbeit in den Einrichtungen, eine jährliche Projektförderung von 100.000 DM. Nach massiven Kürzungen unterstützen lokale Unternehmen die kulturelle Arbeit.
Im Laufe der Jahre traten zahlreiche prominente Künstler im Kreuz selbst oder den dazugehörigen Orten auf. Highlights waren Auftritte der Ärzte (insgesamt drei Auftritte), der Toten Hosen, Rosenstolz (1994), der Fantastischen Vier (1995), Rammstein (1996), Soulfly (2006), Juli (2006), Silbermond (2006) und Sido (2009). Außerdem traten beispielsweise Urban Priol, Helge Schneider, Franz Josef Degenhardt, Wir sind Helden (2005 und 2008), Stefan Raab, WIZO, Fettes Brot, In Extremo, John Mayall, Eric Burdon und Tocotronic auf. Die aus dem Fuldaer Raum stammende Band Edguy trat mehrfach im Kreuz auf. Im Februar 1993 trat Joschka Fischer im Rahmen des Wahlkampfes im Kreuz auf.